# Gemeine Rasenameise
Die Gemeine Rasenameise (Tetramorium caespitum) aus der Unterfamilie der Knotenameisen (Myrmicinae) ist eine der häufigsten Ameisenarten Mitteleuropas.

## Merkmale
Die Arbeiterinnen sind 2,5 bis 4 Millimeter lang. Im Durchschnitt beträgt die Länge 3,25 Millimeter. Ihr Körper ist überwiegend dunkelbraun bis schwärzlich, die Beine, Antennen und Mandibeln dagegen sind gelblich-braun. Auch die Ränder der einzelnen Gastersegmente sind gelblich. Der Kopf ist runzelig und weist tiefe Rillen auf. Auch das Mesosoma zeigt längsverlaufende Rillen. Die Knoten des Stielchens sowie das erste Gastersegment dagegen sind glatt. An den Hinterecken des Metathorax sitzen zwei kurze, zahnförmige Dornen. Die Geschlechtstiere sind um einiges größer als die Arbeiterinnen. Die Körperlänge der Königinnen beträgt sechs bis acht Millimeter. Sie haben Flügel, die sie nach dem Schwarmflug abwerfen. Die ebenfalls geflügelten Männchen haben keine Dornen auf dem Thorax und sind fünf bis sieben Millimeter lang.

### Ähnliche Arten
Diese Art gehört zum Tetramorium caespitum/impurum-Komplex. Das heißt, neben ihr existieren weitere sechs Arten in Mitteleuropa (Tetramorium impurum und fünf mit Codenamen bezeichnete Arten), die morphologisch sehr ähnlich sind. Eine exakte Artbestimmung ist nur mit Hilfe morphometrischer Methoden oder durch molekulargenetische Tests möglich.

## Verbreitung und Lebensraum
Die Gemeine Rasenameise kommt von den Britischen Inseln bis nach Westsibirien vor. Sie ist in Europa die einzige Tetramorium-Art, die auch nördlich des 53. Breitengrades heimisch ist, in Fennoskandien ist sie bis zum 63. Breitengrad zu finden.
Die Gemeine Rasenameise bevorzugt sonnige und trockene Standorte, wobei sie lehmigen Untergrund meidet. Sie siedelt hauptsächlich im Flachland und Hügelland auf Sandböden und Kalkböden. Ab 500 Metern Höhe wird sie von Tetramorium impurum abgelöst. Auf Kalkböden in Süddeutschland kommt sie auch bis 700 Metern Höhe vor. Bereits um das Jahr 1700 wurde sie in Nordamerika eingeschleppt, dort ist sie im Süden und Osten der USA verbreitet.

## Lebensweise
Tetramorium caespitum verhält sich sehr aggressiv gegenüber anderen Ameisen, vor allem gegenüber anderen Völkern der eigenen Spezies. Die Staaten sind immer monogyn und erreichen Volksstärken von 80.000 Arbeiterinnen. Die Geschlechtstiere schwärmen bei Lufthochdruck in den Morgenstunden an Tagen zwischen Anfang Juni und Anfang August.
Es gibt einige gut an die Gemeine Rasenameise angepasste Sozialparasiten, die sich in ihrem Nest entwickeln. Dazu gehört die Arbeiterlose Parasitenameise (Anergates atratulus), oder die verschiedenen Arten aus den Gattungen Strongylognathus und Teleutomyrmex.

### Ernährung
Die Art ernährt sich einerseits zoophag, hauptsächlich von Aas. Nur selten wird Beute selbstständig gejagt. Andererseits betreibt sie auch Trophobiose mit im Boden lebenden Pflanzensaugern sowie mit den Raupen von Bläulingen, die sich als Ameisengäste in den Nestern der Ameisen aufhalten. Diese geben im Gegenzug für den Schutz vor Fressfeinden ihren Honigtau an die Ameisen ab. Ein großer Teil des Energiebedarfs wird auch durch granivore Ernährung gedeckt. So wird eine Menge Körner ins Nest eingetragen, weiterverarbeitet und an die Larven verfüttert.

### Nestbau
Die Völker siedeln unterirdisch, entweder unter Steinen, oder auch im offenen Feld. Freistehende Nester sind gut an ihrer gewaltigen Erdkuppel zu erkennen. Die Ameisen besetzen ein verhältnismäßig kleines Gebiet, verhalten sich aber bei Neststörungen sehr aggressiv. Man findet durchschnittlich 20 Nester pro Hektar, bei höchster Siedlungsdichte bis zu 93 Nester pro Hektar.

## Systematik
Die Art wird in folgende Unterarten aufgeteilt:
- T. caespitum caespitomoravicum Kratochvil, 1941
- T. caespitum caespitum (Linnaeus, 1758)
- T. caespitum flavidulum Emery, 1922
- T. caespitum galaticum Menozzi, 1936
- T. caespitum penninum Santschi, 1927
- T. caespitum rhodium Emery, 1922

### Synonyme
Aus der Literatur sind folgende Synonyme für Tetramorium caespitum bekannt:
- Myrmica fuscula Nylander
- Tetramorium caespitum var. hammi Donisthorpe
- Tetramorium caespitum subsp. himalayanum Viehmeyer
- Tetramorium caespitum var. immigrans Santschi
- Tetramorium caespitum var. indocile Santschi
- Tetramorium semilaeve subsp. transbaicalense Ruzsky
- Myrmica (Myrmica) brevinodis var. transversinodis Enzmann
- Formica binodis Linnaeus
- Myrmica modesta Foerster